# Fran Rakuša
Fran Rakuša, slovenski učitelj, kulturni delavec,  publicist in urednik, * 22. november 1859, Cvetkovci, † 25. april 1905, Trst. 

## Življenje in delo
Leta 1880 je maturiral na mariborskem učiteljišču. Kot učitelj služboval na Humu pri Ormožu in Dobovi. 1.aprila 1896 je prevzel vodstvo šole CirilMetodijskega društva pri Sv. Jakobu v Trstu, a tržaški mestni svet ni potrdil njegovega imenovanja, zato je kot suplent učil do aprila 1898, ko je sorejel službo uradnika pri Tržaški hranilnici in posojilnici. Istočasno je pričel aktivno sodelovati v društvenem življenju šentjakobskega okraja, kjer je bil predsednik Bratovščine sv. Cirila in Metoda ter leta 1895 soustanovitelj Delavskega konzumnega  društva in leta 1901 soustanovitelj Šentjakobske čitalnice. V obeh društvih je prevzel mesto tajnika, ter vodil čitalniški orkester in pevski zbor. Kot strokovni pisec je Rakuša segel na najrazličnejša področja. Leta 1886 je po načrtu posebnega odbora uredil zemljepisno-zgodovinsko in krajevno delo Domoznanstvo ormoškega okraja, ki je prva tovrstna publikacija na Slovenskem. Leta 1888 je napisal knjižico o cesarju Francu Jožefu, 1890 pa Slovensko petje v preteklih dobah (COBISS) z življenjepisi in slikami slovenskih skladateljev. Objavil je še spis Dom in šola (1892), Je zmota kratka - dolg je kes (1896), Slovenska družina (1901) ter v letih 1901 in 1902 uejal glasilo Gospodarski list, ki je bilo uradno glasilo Kmetijske družbe za Trst in okolico.